# NK Bosna Visoko
NK Bosna ja bosanskohercegovački nogometni klub iz Visokog.

## Povijest
Klub je osnovan 1953. godine. Kratko su igrali u drugoj ligi Jugoslovenskog prvenstva u nogometu.  
Trenutačno se natječe u Drugoj ligi FBiH – Centar. U sezoni 2011./12. i 2014./15. osvajali su Drugu ligu FBiH – Centar i time osiguravali plasman u Prvu ligu FBiH nakon jednogodišnjeg izbivanja. Najveći uspjesi NK Bosna su ostvareni u sezoni 1997./98. osvajanjem Prve lige NS BiH, kao i u sezoni 1998./98. kada osvajaju kup i superkup NS BiH. 

## Uspjesi
- Kup NS Bosne i Hercegovine
  -  (1): 1999.
- Superkup NS Bosne i Hercegovine
  -  (1): 1999.

## Poznati igrači
- Ibrahim Sirćo
- Slaviša Vukičević
- Radomir Dubovina
- Faruk Ihtijarević
- Almedin Hota
- Elvir Rahimić
- Mirsad Bešlija
- Esmir Džafić
- Adnan Džafić
- Kenan Hasagić